# Trevor Project
The Trevor Project ist eine US-amerikanische Non-Profit-Organisation und Betreiberin der einzigen US-weiten Krisen- und Suizid-Telefonseelsorge für jugendliche LGBTQ, The Trevor Helpline (rund um die Uhr).

## Geschichte
Die Organisation wurde 1998 von James Lecesne, Peggy Rajski und Randy Stone gegründet, die im Vorfeld zur Ausstrahlung ihres Oscar-prämierten Kurzfilms Trevor auf HBO nach einer geeigneten Beratungshotline für Zuschauer suchten, die wie die Hauptfigur des Films mit ihrer Sexualität kämpfen oder von ihrem Umfeld abgelehnt werden und deshalb Zuflucht im Suizid suchen. The Trevor Helpline wurde durch The Colin Higgins Foundation und die Lizenzgebühr von HBO unterstützt.

## Bekannte finanzielle Unterstützer
- Jessica Alba[2]
- Halle Berry[2]
- Sacha Baron Cohen[3]
- Tanner Cohen[2]
- Melissa Etheridge[2]
- Jodie Foster[3]
- John Green[2]
- Neil Patrick Harris[2]
- Anne Hathaway[3]
- Paris Hilton[2]
- Janet Jackson[2]
- Lisa Kudrow[3]
- Adam Lambert[2]
- Avril Lavigne[2]
- Annie Lennox[2]
- Jenny McCarthy[2]
- Carl Nassib[4]
- Tyler Oakley[2]
- Daniel Radcliffe[3]
- Meg Ryan[2]
- Britney Spears[2]
- Sharon Stone[2]
- Anthony Zuiker[3]